# Melissa Barrera
Melissa Barrera Martínez (sinh ngày 4 tháng 7 năm 1990) là nữ diễn viên, ca sĩ người Mexico, cô được biết đến với một số vai diễn trong các phim truyền hình telenovela như Siempre tuya Acapulco (2013), Tanto amor (2015) và sê-ri Netflix Club de Cuervos (2017). Ngoài ra, cô cũng từng tham gia loạt phim Starz Vida (2018–2020), In the Heights (2021), Keep Breathing (2022), các phim điện ảnh Scream (2022) và Scream VI (2023).

## Thời thơ ấu
Barrera sinh ra và lớn lên ở thành phố Monterrey, Mexico. Cô học khoa sân khấu nhạc kịch trường Nghệ thuật Tisch, Đại học New York.

## Sự nghiệp
Năm 2010, khi còn theo học Đại học New York, Melissa tham gia phim điện ảnh L for Leisure. Năm 2012, cô đóng hai phim telenovela La mujer de Judas và La otra cara del alma. Năm 2014, cô có vai chính đầu tay trong Siempre tuya Acapulco. Năm 2015, cô tham gia phim Tanto amor. Năm 2018, cô vào vai chính, Lyn, trong sê-ri Vida.
Tháng 8 năm 2020, Barrera vào vai Sam Carpenter trong Scream, thuộc sê-ri phim điện ảnh kinh dị cùng tên do Matt Bettinelli-Olpin và Tyler Gillett đạo diễn. Phim phát hành ngày 14 tháng 1 năm 2022.

## Đời tư
Barrera kết hôn với bạn trai lâu năm, nghệ sĩ nhạc kịch Paco Zazueta vào tháng 2 năm 2019.

## Danh sách phim

### Điện ảnh
| Năm  | Tên                                         | Vai                      | Ghi chú   |
| ---- | ------------------------------------------- | ------------------------ | --------- |
| 2014 | L for Leisure                               | Kennedy                  |           |
| 2016 | Manual de principiantes para ser presidente | Brisa Carreiro           |           |
| 2016 | El Hotel                                    | Karina                   |           |
| 2018 | Sacúdete las penas                          | Luisa Martin Del Campo   |           |
| 2018 | Dos Veces Tú                                | Daniela Cohen            |           |
| 2021 | In the Heights                              | Vanessa                  |           |
| 2021 | All the World Is Sleeping                   | Chama                    | Vai chính |
| 2022 | Scream                                      | Samantha "Sam" Carpenter | Vai chính |
| 2022 | Carmen                                      | Carmen                   |           |
| 2022 | Bed Rest                                    | Julie Rivers             | [ 14 ]    |
| 2023 | Scream VI                                   | Samantha "Sam" Carpenter | Vai chính |